# Apple Music
Apple Music is een door Apple Inc. ontwikkelde streamingmuziekdienst die is gelanceerd op 30 juni 2015. Sinds november 2015 is het ook voor Androidgebruikers mogelijk om muziek te streamen met Apple Music. Apple Music is daarmee de eerste dienst van Apple die ook op Android werkt.

## Apple Music
Gebruikers van Apple Music kunnen via hun apparaat muziek afspelen via het internet. Apple Music adviseert ook muziek op grond van de smaak van de gebruiker. Qua kosten en muziek lijkt Apple Music veel op andere muziekstreamingsites, maar volgens Apple maken 'toegevoegde extra's en exclusieve content deze dienst onderscheidend'. Later is er bij de streamingdienst ook opties gekomen voor Lossless audio en Dolby Atmos
Apple Music heeft ook een internetradiostation: Beats One. Beats One is in 100 landen te beluisteren en is opgericht in samenwerking met BBC Radio 1 dj Zane Lowe, hiphop-dj Ebro Darden en Julie Adenuga. Het radiostation is 24 uur per dag en 7 dagen in de week te beluisteren. Daarnaast is er Apple Music Radio (voorheen iTunes radio), waar de luisteraar kan kiezen uit 'radiostations' met vooraf opgestelde muzieklijsten. Het is ook mogelijk zelf een radiostation aan te maken op basis van nummers, artiesten of genres.
Het derde onderdeel dat is toegevoegd, is Connect. Connect is een blogplatform, waar artiesten hun muziek of andere media kunnen delen met fans.
Apple Music kan via Siri met stemcommando's worden aangestuurd.
Een maand na de introductie waren zowel gebruikers als artiesten en vertegenwoordigers van de muziekindustrie nog niet onder de indruk van de nieuwe muziekdienst. In december 2016 liet Apple weten dat de streamingdienst inmiddels 20 miljoen betalende abonnees had. Een jaar later (maart 2018) was het aantal abonnees gestegen naar 38 miljoen. Sinds de zomer van 2018 heeft het meer betalende gebruikers in de Verenigde Staten dan zijn grote concurrent Spotify.

## Onderzoek
Op 10 juni 2015 heeft de officier van justitie van New York, samen met die van Connecticut, een onderzoek gestart naar Apple Music. Apple Music zou artiesten hebben omgekocht. Taylor Swift heeft in 2012 haar muziek van Spotify verwijderd, maar is op Apple Music wel te beluisteren.
In de Europese Unie werd onderzocht of Apple ongewenste afspraken met de grote platenlabels had gemaakt. In augustus 2015 liet de Europese Commissie weten daarvoor geen bewijs te zien.

## Beats Music
Sinds de overname van Beats Electronics is Apple ook de eigenaar van de streamingmuziekdienst Beats Music. Met de komst van Apple Music heeft Apple gebruikgemaakt van de techniek van Beats Music. Dit is terug te zien in de opbouw van de website en de mobiele apps. Ook maakt Apple gebruik van de contracten die Beats heeft gesloten met verschillende artiesten. Op 30 november 2015 houdt Beats Music op te bestaan. Apple gaat zich, naar eigen zeggen, exclusief richten op Apple Music. Beats Music past niet in die plannen.

## Uitbetaling royalty's
Gebruikers van Apple Music mogen de eerste drie maanden de dienst gratis proberen. Apple was oorspronkelijk van plan de artiesten, die hun royalty's uit de inkomsten van Apple Music betaald krijgen, gedurende die proefperiode niet te betalen. Sommige artiesten, onder wie Taylor Swift, maakten hiertegen in het openbaar bezwaar. Apple heeft daarop besloten het beleid op dit punt aan te passen en betaalt sinds juni 2015 ook tijdens de proefperiode royalty's.